# Hoplitis fossulata
Hoplitis fossulata là một loài Hymenoptera trong họ Megachilidae. Loài này được Mocsáry mô tả khoa học năm 1883.